# Les Disques du Crépuscule
Les Disques du Crépuscule je nezávislé belgické hudební vydavatelství. Založili ho Michel Duval a Annik Honoré v roce 1980 v Bruselu. Mezi hudebníky, kteří zde vydávali svá alba patří například Bill Nelson, John Cale, Paul Haig, Repetition nebo Michael Nyman.